# آشوت غولیان
آشوت غولیان (ارمنی: Աշոտ Ղուլյան؛ زادهٔ ۱۹ اوت ۱۹۶۵) یک سیاست‌مدار ارمنی و از سال ۲۰۰۵ تا ۲۱ مه ۲۰۲۰
ریاست مجلس ملی جمهوری آرتساخ را برعهده داشت.